# Chutes de Fougamou
Chutes de Fougamou eller chutes de l'Impératrice Eugénie är en serie vattenfall längs floden Ngounié i Gabon. De ligger nära orten Fougamou i provinsen Ngounié, i den centrala delen av landet, 220 km sydost om huvudstaden Libreville. Chutes de Fougamou ligger 81 meter över havet. Över 30 km faller Ngounié 60 m, varav 20 m vid den största enskilda forsen som innehåller ett vertikalt fall på 12 m.
Paul Du Chaillu namngav fallen efter Napoleon III:s hustru Eugénie.